# Бранко Краљ
Бранко Краљ (Загреб, 10. март 1924 − Загреб, 18. децембар 2012) је бивши југословенски и хрватски фудбалер, дипломирани економиста и новинар, свирач усне хармонике, дугогодишњи председник Друштва проналазача и техничара, добитник Златне плакете Фудбалског савеза Југославије 1969. године.

## Каријера
Каријеру је започео у Конкордији, на позицији голмана, 1938. године. Након Другог светског рата, када је клуб распуштен, придружио се Борцу, који се касније спојио у данашњи Загреб, а Краљ је прешао у Динамо. У том периоду одиграо је укупно 108 утакмица (укључујући 61. у првенству Југославије) и помогао је клубу да освоји титулу првака 1953–54. године. Од следеће сезоне, до краја каријере, није више играо због повреде коју је задобио у току утакмице против Вележа Мостар.
Током играња у Динаму, позиван је у фудбалску репрезентацију Југославије 39 пута, али увек као замена за Владимира Беару из сплитског Хајдука. Играо је три пута за репрезентацију између 1954. и 1955. године. Прву утакмицу је одиграо 17. октобра 1954. године против Турске у Сарајеву (5:1). Био је члан југословенског састава који је стигао до четвртфинала Светског првенства 1954. године у Швајцарској.
Након повлачења из фудбала дипломирао је Економски факултет Свеучилишта у Загребу и радио је у управи Динама.